# Машкин, Геннадий Николаевич
Генна́дий Никола́евич Ма́шкин (13 марта 1936, Хабаровск — 23 января 2005, Иркутск) — русский советский, российский прозаик,   писатель, геолог.

## Биография
Родился 13 марта 1936 года в Хабаровске. Семья потом переехала на Южный Сахалин.
В 1959 году окончил Иркутский политехнический институт.
Первый рассказ «Мелодии над Ангарой» появился на страницах газеты «Советская молодёжь» в 1957 году.
Обратил внимание на своё творчество после участия во Всесоюзном литературном семинаре в Чите, в 1965 году. Вошёл в так называемую «Иркутскую стенку», наряду с участвующими в данном семинаре литераторами-земляками: Александром Вампиловым, Валентином Распутиным, Леонидом Красовским, Юрием Самсоновым, Дмитрием Сергеевым, Вячеславом Шугаевым и Ростиславом Филипповым.
В 1965 году в журнале «Юность» вышла повесть «Синее море, белый пароход». Повесть более 15 раз издавалась в нашей стране и несколько раз за рубежом, она переведена на английский, болгарский, венгерский, испанский, латышский, литовский, молдавский, немецкий, польский, румынский, украинский, французский, чешский, эстонский, японский языки. Наряду с повестью «Родительский день» она вошла в школьную программу по литературе. Рассказ «Лютня» в Иркутске также входит в региональную школьную программу по внеклассному чтению. В 2013 году в Иркутске вышло продолжение повести — повесть «Бродяги с Сахалина».
Произведения публиковались в журналах «Юность», «Сибирские огни», «Байкал», «Сибирь»,  «Сибирячок», «День и ночь», альманахе «Ангара» и других.
Первая книга «Младший конюх» вышла в 1966 году.
Автор 15 очерков, 77 рассказов, 19 повестей (из них шесть не изданы) и пяти романов.

## Награды
- Лауреат Всероссийского конкурса на лучшее произведение для детей (1967)[6].

## Память
- В 2006 году в Иркутске на доме, где жил и работал Геннадий Машкин, установлена мемориальная доска в его честь[7].
- В музее Иркутского государственного технического университета открыта выставка в честь Геннадия Машкина[8].
- В Иркутске проводятся вечера памяти Геннадия Машкина[9].
- В 2010 году в Иркутске Государственной телерадиокомпанией «Иркутск» при поддержке Министерства культуры и архивов Иркутской области, а также библиотеки имени И. И. Молчанова-Сибирского в рамках проекта «Как слово наше отзовётся...» снят телевизионный фильм, посвященный Геннадию Машкину (автор и ведущий — Владимир Скиф, режиссёр — Мария Аристова)[10].

## Избранная библиография
- Младший конюх. — Иркутск: Вост.-Сиб. кн. изд-во, 1966. — 29 с., ил. — (Б-чка одного рассказа).
- Синее море, белый пароход: Повесть. — М.: Дет. лит., 1966. — 127 с., ил.
- Синее море, белый пароход; Арка: Повести. — Новосибирск: Зап.-Сиб. кн. изд-во , 1967. — 218 с., портр. — (Мол. проза Сибири).
- Открытие: Роман. — М.: Современник, 1973. — 287 с. — (Новинки «Современника»).
- Арка: Рассказ. 5-е изд. — Иркутск: Вост.-Сиб. кн. изд-во, 1986. — 48 с. — тираж 100 000 экз.
- В день суда: Повествование в двух романах. — Иркутск: Вост.-Сиб. кн. изд-во, 1987. — 560 с. — (Советский сибирский роман). — тираж 50 000 эз.
- Родительский день; Синее море, белый пароход; Наводнение: Повести. — Иркутск: Вост.-Сиб. кн. изд-во, 1990. — 368 с., ил. — (Сибирская библиотека для детей и юношества). — тираж 50 000 экз.

Издания за рубежом (избранное):
- Синее море, белый пароход: Повесть / Пер. И. Левандовская. — Варшава, 1967. — 176 с. — На пол. яз.
- Синее море, белый пароход: Повесть // Белый оранжад / Послесл. В. Каэмпфе. — Берлин, 1967. — С. 523—677. — На нем. яз.
- Синее море, белый пароход: Повесть / Пер. Фукуро Иппэй. — Токио: Аканэ себо, 1968. — 257 с. — На япон. яз.
- Синее море, белый пароход: Повесть. — Прага, 1969. — 123 с. — На чеш. яз.